# Siguranța Statului
Serviciul Secret de Informații (cel mai des Siguranța Statului sau Siguranța) este denumirea sub care a funcționat serviciul secret din România din 1924 și până în 13 noiembrie 1940, după care denumirea este schimbată în Serviciul Special de Informații (SSI), denumire păstrată până în 1944.

## Cronologia structurilor de informații în România
Serviciile de informații care i-au precedat, 1841-1924
- În cadrul Departamentului Treburilor din Năuntru funcționa Poliția Secretă încă din 1841. Astfel, „pentru cheltuielile Poliției Secrete din orașul Brăila este hotărâtă, prin lămurirea din anul 1842 (…) suma de lei trei mii, No. 3000, pentru fiecare an (…)”[1]

- La 12/24 noiembrie 1859, prin Înaltul Ordin de Zi nr. 83[2] s-a înființat Corpul de Stat Major General al Armatei Principatelor Unite[3]. După emiterea acestui ordin, sublocotenentul George Slăniceanu este numit șeful secției a II-a (prima denumire a ceea ce va fi mai târziu Direcția Topografică Militară).[4]

- În anul 1865, Marele Stat Major a creat, după modelul francez, „Secția a II-a”, considerată primul serviciu de informații al armatei române, unitate care se ocupa cu culegerea și analizarea informațiilor cu caracter militar.

- La 19 aprilie 1892, în cadrul Secției a II-a a fost înființată Diviziunea a II-a - informații, cu trei subdiviziuni: contraspionaj, informații externe și informații interne. Tot în 1892 s-a creat în cadrul Ministerului de Interne „Biroul Siguranței Generale”, o unitate care în martie 1908, a devenit „Direcția Poliției și Siguranței Generale”, care nu era singura instituție a statului care se ocupa cu culegerea informațiilor, activități asemănătoare având și Prefectura Poliției Capitalei și Inspectoratul General al Jandarmeriei.

- La 17 martie 1908, a fost adoptată o nouă lege a poliției, în care se prevedea și înființarea Direcțiunii Poliției și Siguranței Generale (DPSG). Pentru prima dată, a fost reglementată munca informativă cu agentura și folosirea personalului acoperit; din 1908 și până în 1919 în fruntea DPSG s-a aflat Iancu Panaitescu.

- În anul 1917 a luat ființă Serviciul de informații si contrainformații, condus de Romulus P. Voinescu.

- În martie 1917, Moruzov a creat „Biroul de Siguranță al Deltei Dunării”, prima structură informativă civilă, dar care avea personal provenit din „Siguranța Generală” și care lucra exclusiv pentru Marele Cartier General. Această structură a fost desființată în vara anului 1920.

- La 22 iunie 1919, printr-un Decret-Lege de reorganizare a Ministerului de Interne, a fost constituită Direcția Poliției si Siguranței Generale, având în componența Serviciul Siguranței și Controlul Străinilor.

- La 13 martie 1924, prin Decretul nr. 999, s-a creat Consiliul Superior al Apărării Țării, prezidat de rege, cu atribuții pe linia adoptării deciziilor de bază în domeniul apărării naționale.

„Serviciul Secret de Informații” și „Serviciul Special de Informații”, 1924-1945
- Din anul 1924 a funcționat Serviciul Secret de Informații, care, începând cu luna noiembrie 1940, se va numi Serviciul Special de Informații (SSI); la conducerea acestuia s-au aflat Mihail Moruzov (1924 - 6 septembrie 1940), urmat de Eugen Cristescu (12 noiembrie 1940-23 august 1944).

- La data de 1 mai 1925, Moruzov activa în cadrul Secției a II-a a Marelui Stat Major, la Biroul de căutare a informațiilor. Acesta a reușit, după eforturi intense, să convingă conducerea Marelui Stat Major să accepte înființarea unui Serviciu Secret, care să lucreze numai cu cetățeni civili, „pentru culegerea verificarea și completarea informațiilor care interesează armata”[5].

- Prima schemă de organizare a Serviciului Secret (care cuprindea o „Secție de Informații Externe”, o „Secție de Contrainformații”, un „Birou Juridic” și un „Birou Tehnic”) a fost realizată în anul 1934. Moruzov a continuat încercările de a scoate Serviciul Secret din structura armatei și să-l plaseze sub autoritatea Palatului Regal. Acestă acțiune s-a concretizat de facto în anul 1938.

- La data de 1 ianuarie 1937 a intrat în vigoare „Codul de Justiție Militară” prin care se majorau pedepsele pentru spionaj, ajungându-se până la aplicarea pedepsei cu moartea pentru crimele de înaltă trădare[6] iar la 12 noiembrie 1940 a fost emis decretul nr. 3818, cu privire la organizarea Serviciului Special de Informații, instituție care funcționa pe lângă „Președinția Consiliului de Miniștri”[7].

Serviciile de informații care i-au succedat, 1944-prezent
- După căderea guvernului antonescian, la 15 septembrie 1944, prin decretul nr. 1695, Serviciul Special de Informații și-a schimbat numele în Serviciul de Informații și a fost trecut în subordinea Ministerului de Război. Prin decizia ministerială nr. 79 din 27 aprilie 1945, Serviciul de Informații a fost trecut în subordinea Președinției Consiliului de Miniștri și a fost redenumit Serviciul Special de Informații.

- La 30 august 1948, prin Decretul nr.221 a luat ființă Direcția Generală a Securității Poporului (DGSP), în fruntea ei fiind numit generalul-locotenent Gheorghe Pintilie;

- La 30 martie 1951, prin Decretul nr.50, DGSP a fost transformată în Direcția Generală a Securității Statului (DGSS); prin același act normativ a fost creată Direcția A - Informații Externe.

- În martie 1947 a fost înființat Serviciul de Informații al Armatei, subordonat Marelui Stat Major.

- La 30 august 1948, în cadrul Ministerului Afacerilor Interne a fost înființată - prin Decretul nr. 221 - Direcția Generală a Securității Poporului-D.G.S.P., formată din 10 dircții centrale și 12 direcții regionale. Până în anul 1958 D.G.S.P. a fost dirijată de consilieri sovietici.

- La 23 ianuarie 1949 a fost înființată, prin Decretul nr. 25, Direcția Generală a Miliției din Ministerul de Interne, care înlocuia Direcția Siguranței Generale.

- La 7 februarie 1949 Jandarmeria a fost desființată, fiind înlocuită cu trupele de securitate, iar din 30 martie 1951 D.G.S.P. a devenit Direcția Generală a Securității Statului-D.G.S.S. care cuprindea și o Direcție de Informații Externe (D.I.E.).

- La 20 septembrie 1952 D.G.S.S. se desprinde din Ministerul de Interne și se transformă în Ministerul Securității Statului, care se reintegrează în Ministerul de Interne în septembrie 1953.

- La 11 iulie 1956, prin H.C.M. nr. 1361, în cadrul Ministerului de Interne s-au înființat Departamentul Securității și Departamentul Internelor.

- Între anii 1960-1965 se fac mari epurări în cadru personalului Securității, fiind îndepărtați mulți din ofițerii impuși de Moscova.

- La 22 iulie 1967, prin Decretul nr. 710, în cadrul Ministerului de Interne a început să funcționeze Departamentul Securității Statului (D.S.S.), condus de un Consiliu al Securității Statului (C.S.S.), care avea în frunte un președinte cu rang de ministru.

- La 4 aprilie 1968, Consiliul Securității Statului s-a desprins din Ministerul de Interne și a funcționat ca organ central de stat.

- La 9 aprilie 1972, Departamentul Securității Statului a fost reorganizat în șase direcții principale (informații interne, contrainformații economice, contraspionaj, contrainformații militare, securitate și gardă și cercetări penale).

- La 30 decembrie 1989, printr-o hotărâre a Consiliului Frontului Salvării Naționale, organele de securitate au fost dizolvate.

- La 26 martie 1990, prin Decretul nr. 181 a fost înființat Serviciul Român de Informații, instituție de stat specializată în domeniul culegerii de informații privind siguranța națională.

- La 29 iulie 1991 a fost emisă Legea nr. 51 privind siguranța națională a României, care stabilește noile amenințări la adresa siguranței naționale. Sunt stabilite ca organe de stat cu atribuții în domeniul siguranței naționale Serviciul Român de Informații, Serviciul de Informații Externe, Serviciul de Protecție și Pază, precum și structuri interne specializate din cadrul Ministerului Apărării, Ministerului de Interne și Ministerului Justiției. Activitatea pentru realizarea siguranței naționale este coordonată de către Consiliul Suprem de Apărare a Țării.

- La 24 februarie 1992, prin Legea nr. 14 , privind organizarea și funcționarea Serviciului Român de Informații au fost stabilite statutul și principalele sarcini și atribuții ale instituției.

- În noiembrie 2001 Consiliul Suprem de Apărare a Țării a aprobat un nou Regulament de funcționare a Serviciului Român de Informații.

- La 25 martie 2008 Consiliul Suprem de Apărare a Țării a adoptat hotărârea privind aprobarea Structurii și a Regulamentului de Funcționare ale Serviciului Român de Informații, ca parte a măsurilor de modernizare ale Serviciului Român de Informații și implementării „Viziunii strategice 2007-2010”, aprobată de Consiliul Suprem de Apărare a Țării în iunie 2007.

- În iulie 2008 a intrat în vigoare noua schemă de organizare a Serviciului Român de Informații, aprobată de Consiliul Suprem de Apărare a Țării în data de 25 martie 2008, în cadrul procesului de transformare, început în 2007, destinat debirocratizării și eficientizării activității de informații Serviciul Român de Informații:[8].